# تناجر كستنائي الوجنتين
تناجر كستنائي الوجنتين (الاسم العلمي: Tangara rufigenis)، هو نوع من الطيور يتبع فصيلة التناجر ضمن رتبة العصفوريات.